# Store Nordiske Konversationsleksikon
Store Nordiske Konversationsleksikon er en nordisk encyklopædi i 26 bind udgivet i 1916.
Der var 5000 kunstbilag og illustrationer i leksikonet.